# 尼子娘
尼子娘（あまこのいらつめ、生没年不詳）は、飛鳥時代の女性。筑紫国宗像郡の豪族・胸形徳善の娘。天武天皇の嬪。高市皇子の母。庄子郎女ともいう。父とされる宗像徳善の古墳とされる宮地嶽古墳近くで発見された瑠璃壺の骨蔵器は、彼女のものとする説がある。

## 系譜
- 父：胸形徳善
- 夫：天武天皇
  - 男子：高市皇子